# Teresa Graves

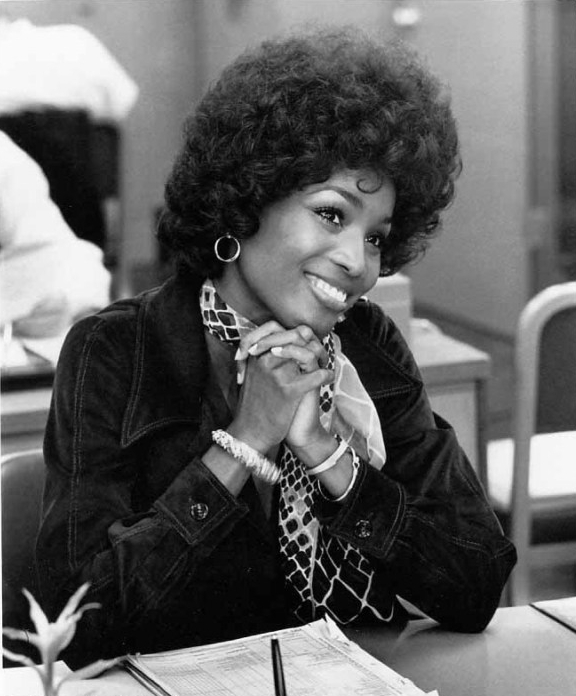
Teresa Graves (1974)

Teresa Graves (* 10. Januar 1948 in Houston, Texas; † 10. Oktober 2002 in Los Angeles, Kalifornien) war eine amerikanische Sängerin und Schauspielerin. Als Hauptdarstellerin in Get Christie Love! war sie die erste afroamerikanische Frau, die die Hauptrolle in einer Fernsehsendung innehatte.

## Karriere
Sie wurde in Houston, Texas geboren und begann ihre Karriere als Sängerin. Sie wirkte bei den The Doodletown Pipers mit. Sie begann kurz darauf zu schauspielern und trat in den Sendungen Our Place (1967) und einer Episode von Turn-On (1969) auf. Sie war regelmäßig in Rowan & Martin's Laugh-In während der dritten Staffel zu sehen.
Graves spielte in diversen Rollen, bis sie 1974 die Rolle ihres Lebens fand: Im Fernsehfilm Get Christie Love! spielte sie die Rolle der Christie Love.

## Spätere Jahre
Graves nahm 1974 die Religion der Zeugen Jehovas an und wurde getauft. Sie machte auf die Verfolgung ihrer Glaubensbrüder in Malawi unter Hastings Kamuzu Banda aufmerksam.
1983 zog sie sich aus dem Showgeschäft zurück und kümmerte sich um ihre Mutter. Sie verbrachte den Rest ihres Lebens in Los Angeles.

## Tod
Am 10. Oktober 2002 starb sie infolge eines Wohnungsbrandes im Alter von 54 Jahren.

## Weiteres
Ihre Rolle in Christie Love wird im Quentin Tarantinos Spielfilm Reservoir Dogs – Wilde Hunde erwähnt.

## Filmografie
- 1969: Turn-On (Fernsehserie, eine Folge)
- 1970–1971: Rowan & Martin’s Laugh-In (Fernsehserie, 26 Folgen)
- 1971: The Funny Side (Fernsehserie, eine Folge)
- 1972: Keeping Up with the Joneses (Fernsehfilm)
- 1972: The New Dick Van Dyke Show (Fernsehserie, eine Folge)
- 1973: Neu im Einsatz (The Rookies, Fernsehserie, eine Folge)
- 1973: Jefferson Bolt – Reisender in Dynamit (That Man Bolt)
- 1974: Vampira
- 1974: Black Eye
- 1974: Get Christie Love! (Fernsehfilm)
- 1974–1975: Get Christie Love! (Fernsehserie, 22 Folgen)

## Auszeichnungen und Nominierungen
| Jahr | Preis              | Resultat  | Kategorie                                                                     | Film oder Serie    |
| ---- | ------------------ | --------- | ----------------------------------------------------------------------------- | ------------------ |
| 1975 | Golden Globe Award | Nominiert | Golden Globe Award Beste Hauptdarstellerin in einer dramatischen Fernsehserie | Get Christie Love! |
| 1977 | TP de Oro          | Gewonnen  | Beste ausländische Schauspielerin (Mejor Actriz Extranjera)                   | Get Christie Love! |